# Palechinoidea
Palechinoidea är en fossil underklass av sjöborrar, närmast anslutande sig till de vanliga sjöborrarna, men Palechinoidea har sitt skal uppbyggt av fler än 20 rader plåtar, vilka är det normala hos nu levande sjöborrar.
Hos Palechinoidea har ambulakralfälten sammanlagt 10-100 rader plåtar och interambularkralfälten sammanlagt 15-75. Det närstående släktet Bothriocidaris från äldre silur har däremot endast 10 rader plåtar i ambulakralfälten och 5 i interambulakralfälten. Palechinoidea uppträder först under yngre silur och lever kvar till trias.